# Sommerbad Neukölln

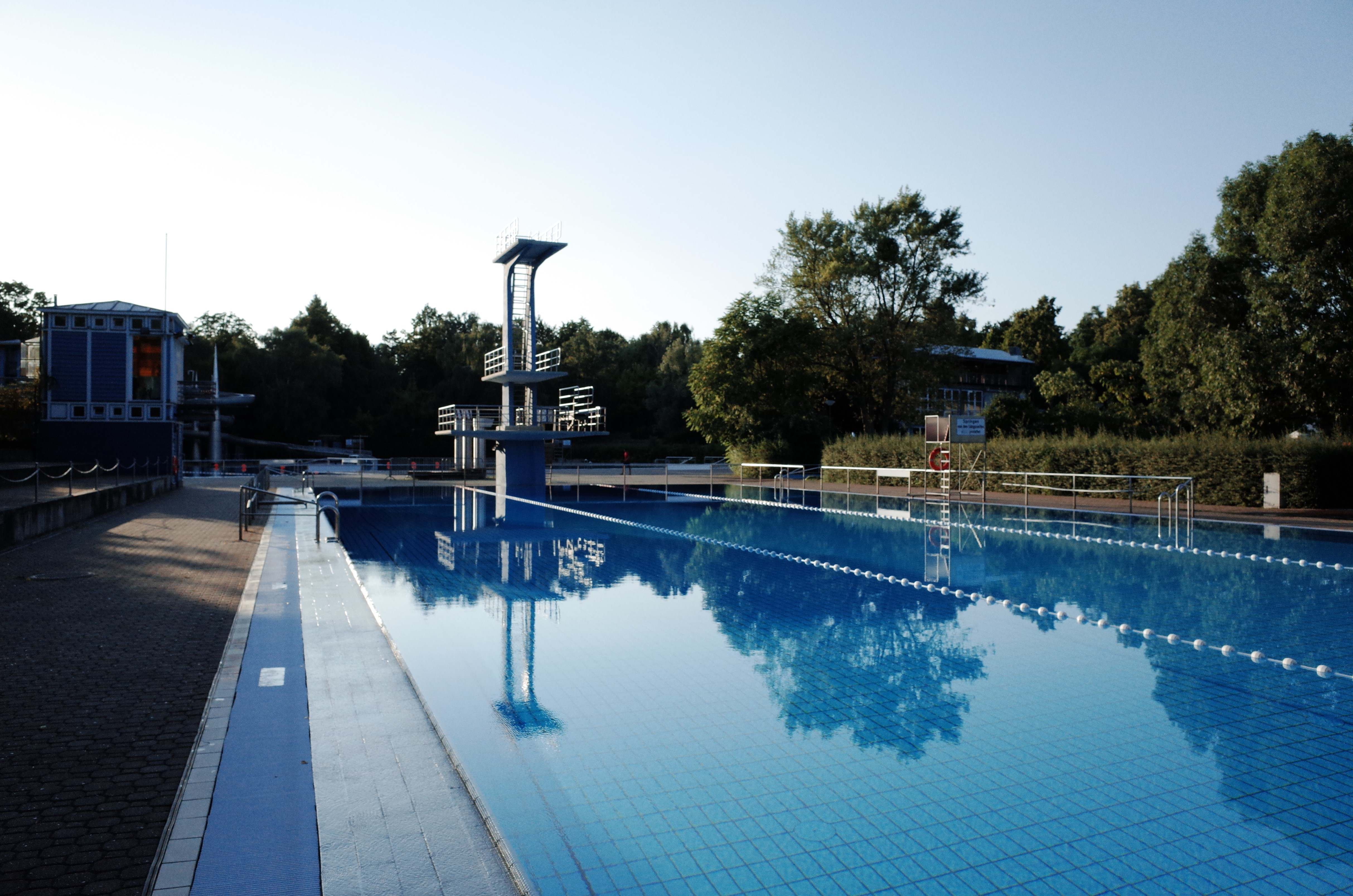
Schwimmerbecken mit Sprungturm im Sommerbad Neukölln

Das Sommerbad Neukölln (umgangssprachlich „Columbiabad“) ist eines der beliebtesten Freibäder Berlins. Es liegt im Bezirk Neukölln und grenzt an den ehemaligen Flugplatz Tempelhofer Feld. Eigentümer ist das Land Berlin, Betreiber sind die Berliner Bäder-Betriebe.

## Geschichte

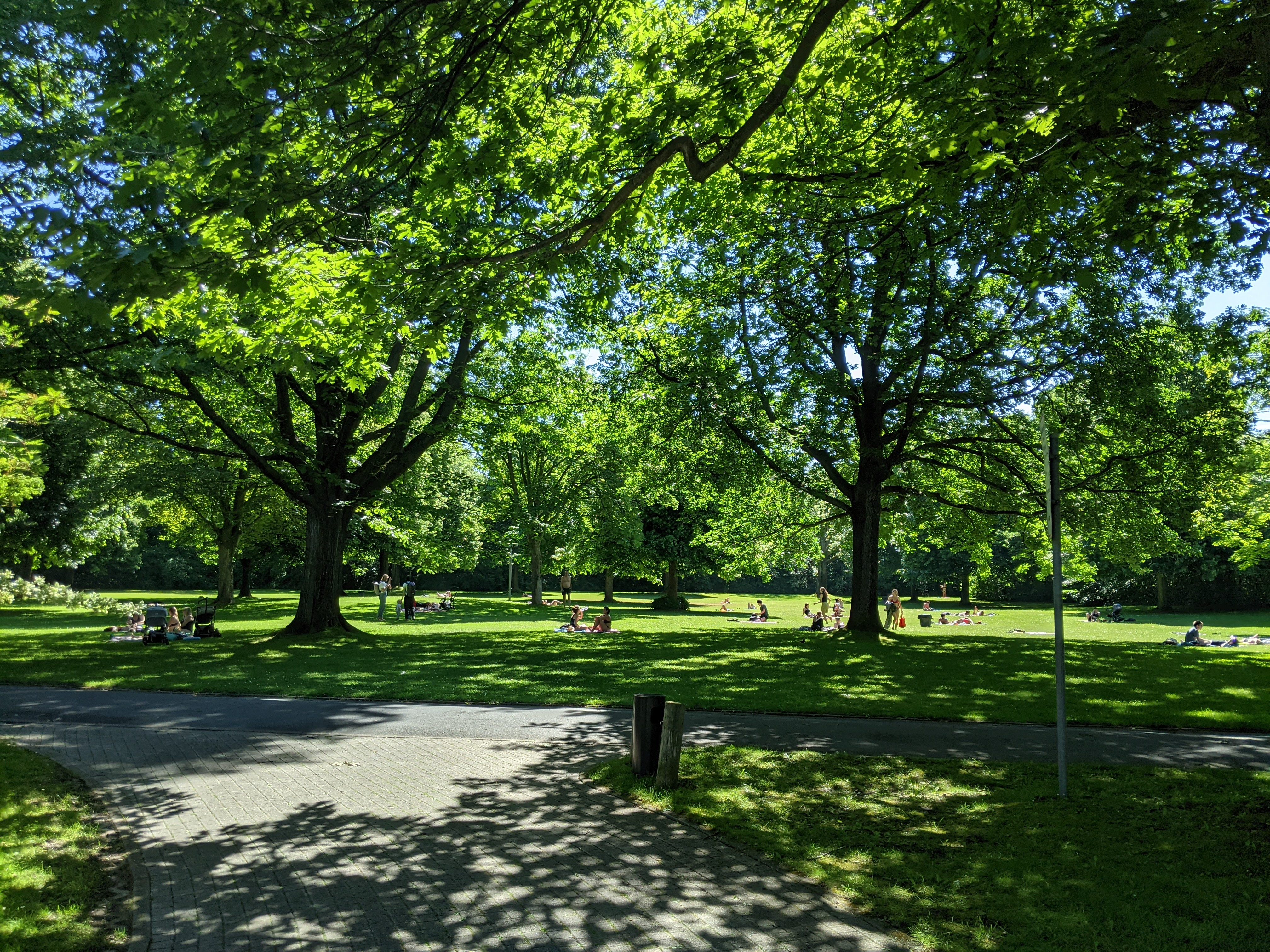
Liegewiese im Sommerbad Neukölln

Das Bad wurde 1950/51 nach Plänen des Architekten und Stadtbaurats Bruno Grimmek gebaut. Finanziert wurde es aus Mitteln des Marshallplans. 1951 wurde es als erstes Freibad West-Berlins durch den damaligen Oberbürgermeister Ernst Reuter eröffnet. Von der ursprünglichen Anlage sind heute das Sportbecken, der Sprungturm, das sogenannte „Volksbecken“, die Zuschauertribüne und Liegeterrassen erhalten. Die zwei geschwungenen Rutschen des „Volksbeckens“ wurden im Laufe der Jahre durch eine große Wasserrutsche ersetzt. 2015 wurde das Freibad nach umfassenden Renovierungsarbeiten wiedereröffnet.

## Ausstattung
Zur Anlage gehören ein Schwimmerbecken (50 m), ein Mehrzweckbecken mit Nichtschwimmerbereich, ein Sprungturm (3-m-Sprungbrett, 5- und 10-m-Plattform, jedoch hat der Sprungturm 2023 keine Zulassung vom TÜV bekommen und bleibt vorerst dauerhaft geschlossen), eine Wasserrutsche (mit 83 m die längste Berlins), ein Babybecken und eine große Liegewiese mit 60 Bäumen unterschiedlicher Arten. Im Eingangsbereich finden sich zudem Umkleidekabinen, Sanitäranlagen und ein Imbiss.

## Zwischenfälle im Bad
Das Sommerbad Neukölln ist sowohl in regionalen als auch überregionalen Medien immer wieder in die Schlagzeilen geraten. Berichtet wurde von Massenschlägereien, einer Erstürmung des Sprungturms und polizeilicher Räumung. Dabei agierten jugendliche Mitglieder von Familienclans mit Migrationshintergrund. Die Darstellungen des Badepersonals und vieler Besucher fallen allerdings differenzierter aus. Im Columbiabad, schrieb Stefan Kuzmany 2019, könne man „erleben, wie das gehen kann: ein multikulturelles Deutschland.“ Tatsächlich sei das Bad „ein wunderbarer Ort“.
Ende Juni 2022 nach einem Streit wegen Spritzerei mit Wasserpistolen kam es zu einer Massenschlägerei von etwa 100 Menschen. Die Polizei setzte 13 Streifenwagen und Teile einer Einsatzhundertschaft ein, um das Bad zu räumen. Im Juli 2022 griffen zwölf junge Männer nach ihrem Rauswurf aus dem Bad mit Knüppeln und Reizgas Mitarbeiter des Sicherheitsdienstes an. Bei sechs Badegästen, vier Mitarbeitern des Sicherheitsdienstes und eines Mitarbeiters des Rettungsdienstes kam es zu Verletzungen. Wieder kam es zur Badräumung. Verhaftet wurden später ein Deutsch-Libanese und zwei Deutsche mit arabischen Wurzeln. Als Reaktion wurde eine Bestreifung durch die Berliner Polizei eingeführt und auch eine mobile Polizeiwache eingerichtet.
Auch im Sommer 2023 kam es im Juli zu einer Schließung wegen des Verhaltens der Gäste. Es kam erneut zu Pöbeleien, Gewalt und Drohungen vorwiegend männlicher Jugendlicher mit Migrationshintergrund. In der taz wurden Aufstockungen bei Personal und Security und vor allem die Kontingentierung der Besucherzahlen gefordert. Schon Mitte Juni hatten sich Mitarbeiter des Bades per Brief an die Führung der Bäder-Betriebe gewandt und „auf das untragbare Ausmaß der Umstände“ hingewiesen. Die Hausordnung werde „vorsätzlich missachtet“ und das Personal „bewusst psychisch terrorisiert“. Dabei seien „Verbale Attacken, das Spucken oder Pöbeln“ üblich. Neben Mitarbeitern und Frauen sind Minderheiten, besonders trans und queere Menschen von Gewaltandrohung betroffen. Als Reaktion auf die Vorfälle im Sommerbad Neukölln und anderen Freibädern verkündeten der Regierende Bürgermeister Kai Wegner und Innensenatorin Iris Spranger am 13. Juli 2023, dass zukünftig Ausweiskontrollen bzw. Schülerausweiskontrollen und eine Videoüberwachung in Berlins Freibädern durchgeführt werden.